# Линнеус (Мэн)
Линнеус — город округа Арустук штата Мэн в Соединенных Штатах Америки.
Население — 984 человека (по данным переписи переписи населения 2010). Назван в честь Карла Линнея.
По данным Бюро переписи населения США город имеет площадь 45,47 квадратной мили (117,77 км2).
Город был основан в 1836 году, чтобы наделить землёй профессоров ботаники из Массачусетса, и потому назван в честь самого известного ботаника.